# Vuelo 182 de Sriwijaya Air
El vuelo 182 de Sriwijaya Air (SJ182/SJY182) fue un vuelo nacional de pasajeros indonesio operado por Sriwijaya Air desde el aeropuerto Internacional Soekarno-Hatta, Yakarta, al aeropuerto Internacional Supadio, Pontianak. El 9 de enero de 2021 por la tarde, la aeronave desapareció cuatro minutos después del despegue. Las autoridades confirmaron que la aeronave se estrelló en las aguas de las Islas Seribu, a unas 19 millas náuticas (22 millas; 35 km) del aeropuerto, las 62 personas a bordo de la aeronave fallecieron. Una investigación preliminar especuló que los motores de la aeronave aún estaban funcionando en el momento del impacto.
Fue el desastre aéreo más grave de 2021.

## Aeronave

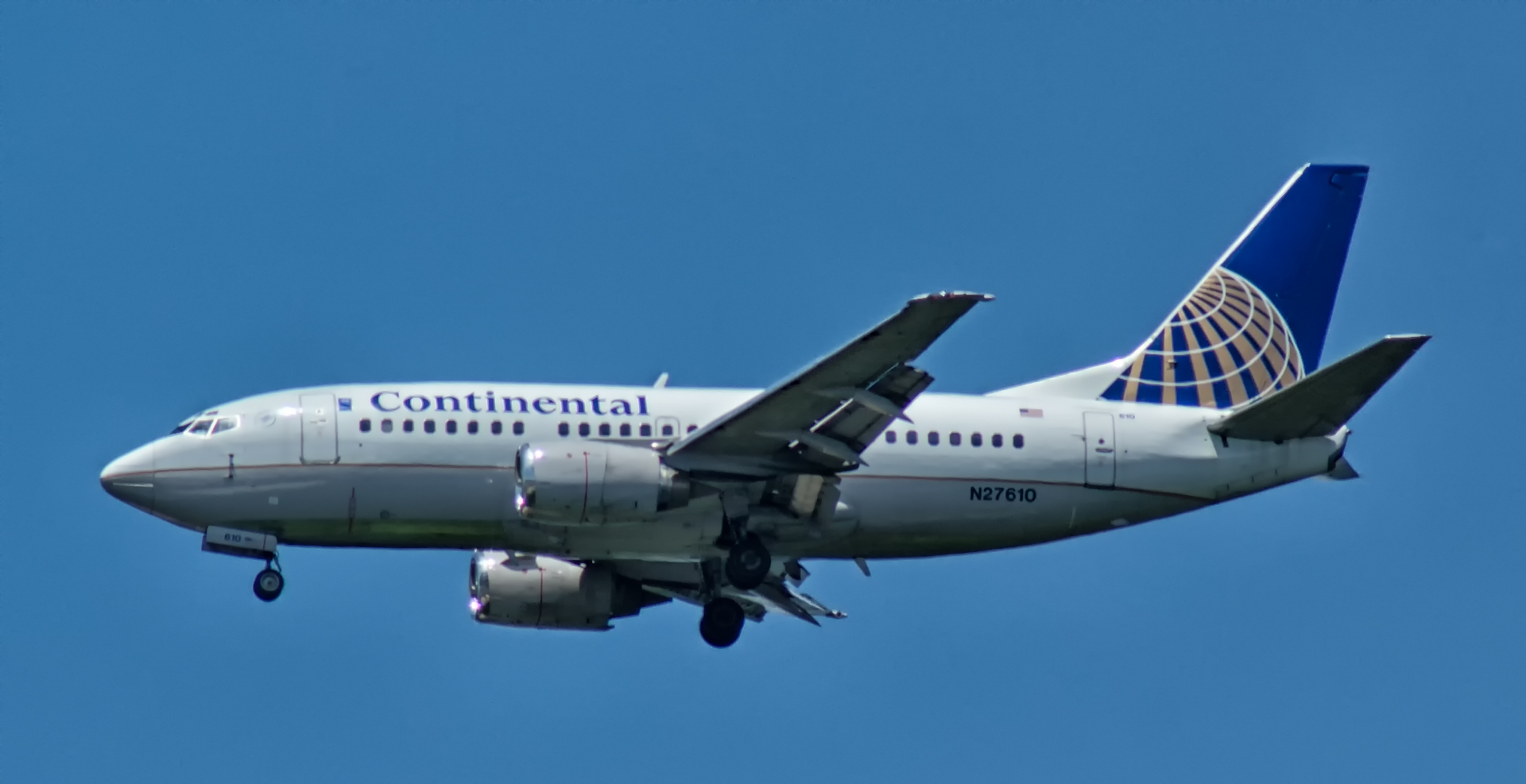
El aparato en 2008 cuando aún lo operaba Continental Airlines

La aeronave involucrada en el accidente era un Boeing 737-524, registrado como PK-CLC (Línea n.° 2616). El 737 estaba equipado con dos motores CFM International CFM56-3B1. En el momento del accidente, la aeronave había acumulado 62.983 horas y 40.383 ciclos de despegue  y aterrizaje.
El 737 fue fabricado en 1994 y realizó su primer vuelo el 13 de mayo de 1994. Fue entregado por primera vez a Continental Airlines el 31 de mayo de 1994 con la matrícula N27610. El avión fue transferido a United Airlines en 2010 después de que Continental y United se fusionaran. El 15 de mayo de 2012, el avión fue vendido a Sriwijaya Airlines. Fue el primero de un total de 15 Boeing's 737-500 recibidos por Sriwijaya Airlines en 2012 para reemplazar sus Boeing 737-200. Sriwijaya Air bautizó a la aeronave como "Citra".
Entre marzo y diciembre de 2020, El Boeing 737 estuvo sin volar y fue almacenado en el Aeropuerto Internacional Juanda de Surabaya debido a la menor demanda de viajes aéreos durante la Pandemia de COVID-19. El Ministerio del Transporte de Indonesia declaró que inspeccionó la aeronave el 14 de diciembre de 2020 y emitió un nuevo certificado de aeronavegabilidad el 17 de diciembre de 2020. Reanudó el servicio el 19 de diciembre de 2020.

## Tripulación de vuelo
La tripulación del vuelo estaba compuesta por el capitán Afwan, de 54 años, que tenía más de 17.904 horas de experiencia de vuelo, 9.023 horas eran en el Boeing 737, el primer oficial era Diego Mamahit, de 34 años, que tenía más de 5.107 horas de experiencia de vuelo, 4.957 horas de ellas en el Boeing 737,  y a bordo iban 4 asistentes de vuelo. El capitán Afwan era un ex piloto de la Fuerza Aérea de Indonesia.
Los seis miembros de la tripulación que volaban en modo "vacío" (Un vuelo que normalmente no lleva muchos pasajeros y con medidas de seguridad a bordo) y varios pasajeros de pasajeros se habían transferido al vuelo 182 desde un vuelo anterior de NAM Air que había sido cancelado.

## Pasajeros
A bordo del 737 viajaban 62 personas, de las cuales 50 eran pasajeros (43 adultos y 7 niños). De los 12 miembros de la tripulación, seis eran sobrecargo y los otros seis eran pasajeros. La mayoría de los pasajeros eran residentes de Kalimantan Occidental.
Entre los pasajeros se encontraba Mulyadi Tamsir, un político del Partido de la Conciencia del Pueblo (Hanura) y presidente de la Asociación de Estudiantes Musulmanes de Indonesia (PB HMI).

## Accidente
El vuelo 182 tenía previsto despegar desde el Aeropuerto Internacional Soekarno–Hatta a las 13:40 hora local (06:40 UTC ), con rumbo al Aeropuerto Internacional Supadio en Pontianak, en Kalimantan Occidental, para aterrizar a las 15:00 WIB (08:00 UTC). Pero el vuelo se retrasó por las tormentas eléctricas en la zona, y finalmente despegó de la pista 25R a las 14:36 hora local (07:36 UTC). Debido al retraso, se esperaba que aterrizara en Pontianak a las 15:50 WIB (08:50 UTC).
El avión despegó con el procedimiento de despegue instrumental estándar con autorización del controlador de tráfico aéreo para ascender a 29.000 pies (8.800 m). Durante el ascenso, el vuelo 182 se desvió hacia el noroeste. El controlador preguntó a los pilotos sobre la desviación del rumbo y no obtuvo respuesta. Unos segundos después, el avión desapareció del radar.
Después de recibir las instrucciones del ATC de detener el ascenso a 11.000 pies (3.400 m), el capitán Afwan redujo la altitud de alcancé y la introdujo en el piloto automático. Para compensar la disminución de la altitud, ya que el descenso causaría un aumento de la velocidad aerodinámica, el acelerador automático movió las palancas hacia atrás para mantener la velocidad aerodinámica deseada. La palanca izquierda se movió mucho más hacia atrás, mientras que la palanca derecha permaneció en su lugar debido a que un interruptor se había activado.: 2 
El 737 estaba girando a la derecha, pero como la palanca izquierda seguía disminuyendo mientras que la palanca derecha todavía estaba en máxima potencia de ascenso, la asimetría de empuje obligó al 737 a comenzar a inclinarse hacia la izquierda. Para mantener el rumbo, el piloto automático intentó mantener el avión en un giró a la derecha. El piloto automático finalmente inclinó el avión hacia la derecha con un ángulo de inclinación de 19 grados, el máximo permitido por el piloto automático. La asimetría de empuje continuó aumentando hasta que superó los límites del piloto automático. La cantidad de asimetría alcanzó un nivel peligroso y el 737 comenzó a inclinarse hacia la izquierda, con el ángulo de inclinación aumentando un grado por segundo. Los pilotos aparentemente no notaron el cambio del ángulo de banqueo del avión, ya que estaban ocupados con otros procedimientos. : 2, 119–122 
La palanca izquierda siguió reduciéndose hasta alcanzar la posición de modo BETA-TIERRA, lo que provocó que el ángulo de inclinación hacia la izquierda aumentara más rápidamente. Los pilotos acababan de recibir una instrucción del ATC para ascender a 13.000 pies (4.000 m) cuando se activó la alarma de ángulo de banqueo del GPWS, advirtiendo a los pilotos sobre la inclinación de 37 grados hacia la izquierda. Desorientado por las alarmas, el capitán Afwan agarró su columna de control, desactivó el piloto automático e intentó recuperar al 737. Sin embargo, su respuesta empeoró el ángulo de inclinación, ya que giró el 737 aún más hacia la izquierda durante 4 segundos.: 124–125 
Antes de que se desconectara el piloto automático, este había estado deteniendo que el 737 inclinara demasiado hacia la izquierda. Al desconectarse, los pilotos perdieron su única protección más eficiente para evitar la inclinación. Con la orden de girar a la izquierda del capitán Afwan, la aeronave se inclinó hasta su máximo ángulo de banqueo permitido y giró 90 grados hacia la izquierda. Luego, la nariz del 737 cayó y la aeronave descendió rápidamente hacia el mar de Java. El primer oficial Mamahit le gritó al capitán Afwan sobre el ángulo de banqueo excesivo, advirtiéndole que la aeronave acababa de entrar en una pérdida de control. Al darse cuenta de su error, el capitán Afwan tiró del yugo de control hacia atrás e intentó recuperarse de la caída. Debido a que estaba invertida, la aeronave descendió más rápido y su acción provocó un aumento de la velocidad de descenso.: 32–39  Según los datos que informó Flightradar24, el 737 cayó 4 minutos después del despegue, la aeronave perdió 10 000 pies (3000 m) en menos de un minuto. Los datos de AirNav Radarbox también mostraron que la aeronave durante la fase de ascenso del vuelo giro y cayo de una manera rápida perdiendo altitud de 10.900 a 7.650 pies (3.320 a 2.330 m) a las 07:40 UTC.
El capitán Afwan logró casi nivelar las alas y levantar el morro hasta 0°, : 46–49  pero para entonces ya no había más espacio para la recuperación ya que la altitud era demasiado baja y el avión estaba en condición de exceso de velocidad. El avión se estrelló de panza en el mar de Java cerca de la isla de Laki y a 19 km (12 mi) del Aeropuerto Internacional Soekarno–Hatta. No hubo sobrevivientes. Según el controlador, no hubo ninguna llamada de mayday durante el vuelo.

## Búsqueda y Rescate

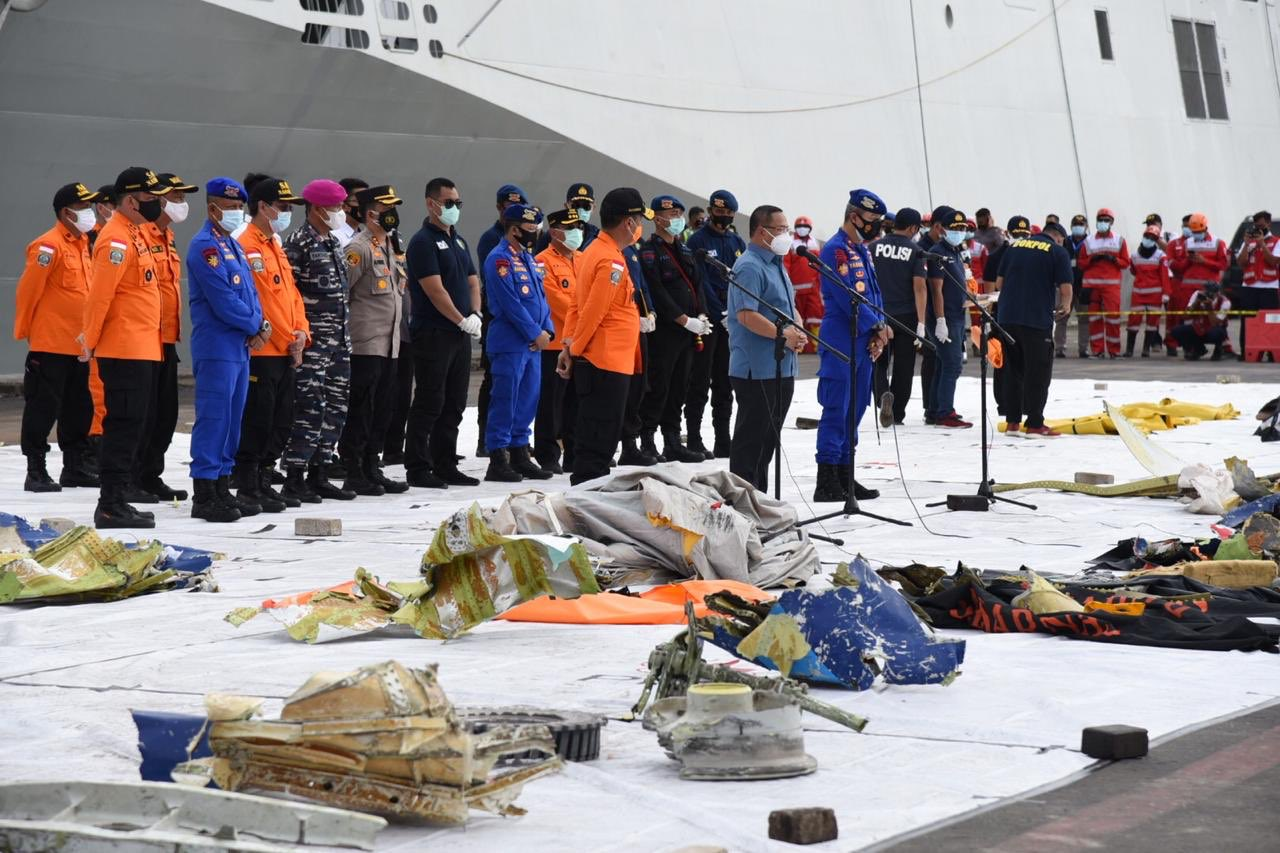
Los escombros recuperados se exhibieron frente al personal de rescate mientras el equipo BASARNAS brindaba actualizaciones diarias sobre la operación de búsqueda y rescate.

El lugar del accidente estaba situado a 11 millas náuticas (20 km) del Aeropuerto Internacional Soekarno-Hatta.
Trabajadores de un buque que estaba cerca del lugar del accidente proporcionado por el Ministerio del Transporte de Indonesia informó que se habían recuperado cuerpos, fragmentos de ropa, dispositivos electrónicos, pertenencias personales y restos del 737 en aguas cercanas a las Mil Islas, y también se informó de combustible esparcido en los alrededores. El agua cerca del lugar del accidente tiene una profundidad de alrededor de 15 a 16 m (49 a 52 pies).
La Agencia Nacional de Búsqueda y Rescate de Indonesia (BASARNAS) envió inmediatamente personal al lugar del accidente, mientras que la Policía Nacional y el Ministerio de Transporte establecieron centros de crisis en el puerto de Tanjung Priok y en el Aeropuerto Internacional Soekarno-Hatta. La Armada de Indonesia desplegó varios buques para las operaciones de búsqueda y rescate, además de helicópteros y personal de KOPASKA (denominados "hombres rana" al equipo de buzos).
El gobierno de Indonesia solicitó apoyo a Corea del Sur para la búsqueda y rescate. A través del Centro de Cooperación en Investigación de Tecnología Marina Corea-Indonesia (MTCRC), el Ministerio de Océanos y Pesca de Corea del Sur envió un buque de investigación equipado con un Sonar de barrido lateral a Indonesia. También se enviaron al menos 15 miembros del personal del MTCRC. El gobierno de Singapur también brindó asistencia en la búsqueda.
Los equipos de rescate habían recuperado un chaleco salvavidas, restos del fuselaje y una llanta destruida del 737. La mayoría de los restos se encontraron a una profundidad de 17 a 23 metros (56 a 75 pies). En la noche del 9 de enero, se recuperó un tobogán de emergencia de la aeronave de las aguas cerca de la isla de Lancang, en las Mil Islas. Los escombros dispersos y los pequeños trozos de los restos indicaron un impacto a alta velocidad. Se encontraron más restos durante los siguientes días.
La Armada de Indonesia determinó las coordenadas exactas del lugar del accidente el 10 de enero, y la grabadora de datos de vuelo fue recuperada dos días después. La carcasa de la grabadora de voz de cabina fue recuperada el 15 de enero, pero faltaba el módulo de almacenamiento de datos en el interior. En la tarde del 17 de enero, los componentes de la CVR y su carcasa, pero sin el módulo de almacenamiento de datos, fueron entregados a la KNKT para un examen más detallado. Al día siguiente, el 18 de enero, la búsqueda de la CVR, los restos y las víctimas se extendió por tres días más.
El 21 de enero, BASARNAS anunció que se había detenido la búsqueda de cuerpos y restos de la aeronave. Se habían recuperado un total de 122 piezas de escombros del lugar del accidente, incluida una de las turbinas del motor. La búsqueda del módulo de almacenamiento de datos del CVR continuó hasta que fue extraído del fondo del mar el 30 de marzo.

## Investigación

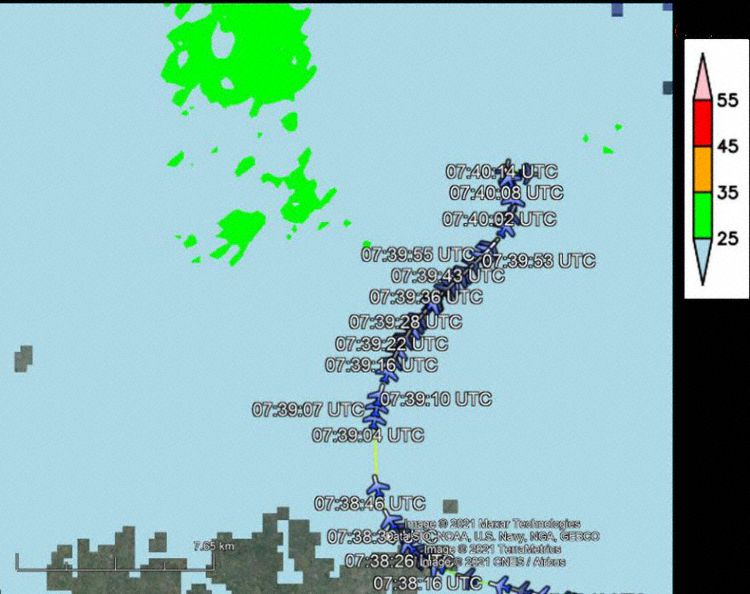
La ruta de vuelo y el ADS-B superpuesto y datos meteorológicos de Agencia de Meteorología, Climatología y Geofísica de Indonesia (BMKG)

La investigación estuvo a cargo del Comité Nacional de Seguridad en el Transporte de Indonesia (KNKT por sus siglas en indonesio). La KNKT declaró que a partir del 10 de enero de 2021, justo antes de las 06:00 hora local, el personal de búsqueda y rescate comenzaría a buscar las cajas negras de la aeronave. Agregó que la investigación sería apoyada por la Junta Nacional de Seguridad del Transporte (NTSB) de los Estados Unidos, y que la Oficina de Investigación de Seguridad del Transporte de Singapur también ofrecerá asistencia con la investigación. El 10 de enero, la KNKT obtuvo datos de la trayectoria de vuelo de la aeronave a partir del radar y de la interrogación del controlador de tráfico aéreo.  Los investigadores también recuperaron la transcripción de las comunicaciones entre los pilotos y el controlador.
Los datos meteorológicos obtenidos de la Agencia de Meteorología, Climatología y Geofísica (BMKG) confirmaron la presencia de lluvia moderada a intensa durante el despegue con probabilidad de tormentas eléctricas fuertes. Los datos mostraron más tarde que una nube cumulonimbus de 15 km (9,3 mi) de altura estaba presente alrededor del Aeropuerto Internacional Soekarno-Hatta con la temperatura mínima de las cimas de las nubes a −70 °C (−94 °F), lo que provocó especulaciones de que la aeronave se había encontrado con una Cizalladura. Se informó que la visibilidad era de 2 km (1,2 mi).  El análisis del Instituto Nacional Indonesio de Aeronáutica y del Espacio (LAPAN) mostró que las condiciones climáticas no eran extremas. La LAPAN afirmó que se había formado un sistema mesoconvectivo cerca del mar de Java a las 11:00 hora local (04:00 UTC), pero el sistema ya se había disipado cuando despegó el vuelo 182. Según la KNKT no había ninguna indicación de que hubiera nubes de tormenta tan fuertes en la ruta de vuelo del 737. Sin embargo, la KNKT confirmó que los pilotos se habían puesto en contacto con el controlador de tráfico aéreo de Yakarta para cambiar su rumbo a 075 grados debido a las lluvias cercanas.
Un investigador de la KNKT afirmó que, basándose en la distribución de los escombros, el 737 posiblemente se rompió cuando chocó contra el agua.Combinando los datos obtenidos de Flightradar24 y la forma de la paleta del ventilador de la turbina del motor y el disco de la turbina, la KNKT especuló que los motores del avión todavía estaban funcionando al momento del impacto; basado en la evidencia, el 737 todavía estaba funcionando a 250 pies (76 m).
En las redes sociales, surgió una preocupación pública de que el 737 no estaba en condiciones para volar. La Administración Federal de Aviación inicialmente había emitido una Directiva de Aeronavegabilidad a los operadores del Boeing 737-500 con respecto al agrietamiento por fatiga en el orificio de fijación de la brida de ajuste sobre el ala del soporte de la góndola izquierda.  El director de Sriwijaya Air, Jefferson Irwin Jauwena, insistió en que la aeronave estaba en condiciones para volar. Además, el Ministerio de Transporte de Indonesia examinó posteriormente la aeronavegabilidad del 737 y determinó que la aeronave era segura para volar.
Un experto en aviación de Indonesia dijo que el avión había estado almacenado para reparaciones por Sriwijaya Air entre el 23 de marzo y el 23 de octubre de 2020. Sin embargo, otros expertos especularon que el largo tiempo de almacenamiento pudo haber causado deterioro y que podrían haberse desarrollado problemas técnicos en los sistemas de aeronáutica.
El 15 de enero de 2021, la KNKT nunció que los datos del FDR se habían descargado con éxito. Los investigadores estaban examinando y analizando un total de 330 parámetros.  Un informe de Reuters afirmaba que los datos extraídos, como la trayectoria de vuelo, la velocidad y el funcionamiento del motor, funcionaban con normalidad.
El informe preliminar se publicó el 10 de febrero de 2021.
El 12 de abril de 2021, la KNKT anunció que todos los datos del CVR se habían descargado con éxito e incluían el vuelo del accidente.
Los investigadores realizaron simulaciones del accidente basándose en los datos del FDR y del CVR en un simulador de entrenamiento de vuelo. El primer intento de simulación se llevó a cabo en la Academia de Vuelo de Las Vegas en Henderson, Nevada, el 27 de octubre de 2021. Se descubrió que el simulador no reaccionó correctamente al vuelo del accidente durante un evento de empuje asimétrico. La simulación reveló que los pilotos no vigilaban de cerca la consola de la palanca de empuje. La investigación repitió la sesión de simulación en el Centro de Entrenamiento NAM en Yakarta el 7 de diciembre de 2021 y recreó con éxito el vuelo del accidente. Sin embargo, algunos objetivos no se pudieron lograr debido a la diferencia de configuración entre el simulador y la del accidente.
El 17 de enero de 2022, la KNKT publicó su informe preliminar provisional.

### Problemas con el Acelerador Automático

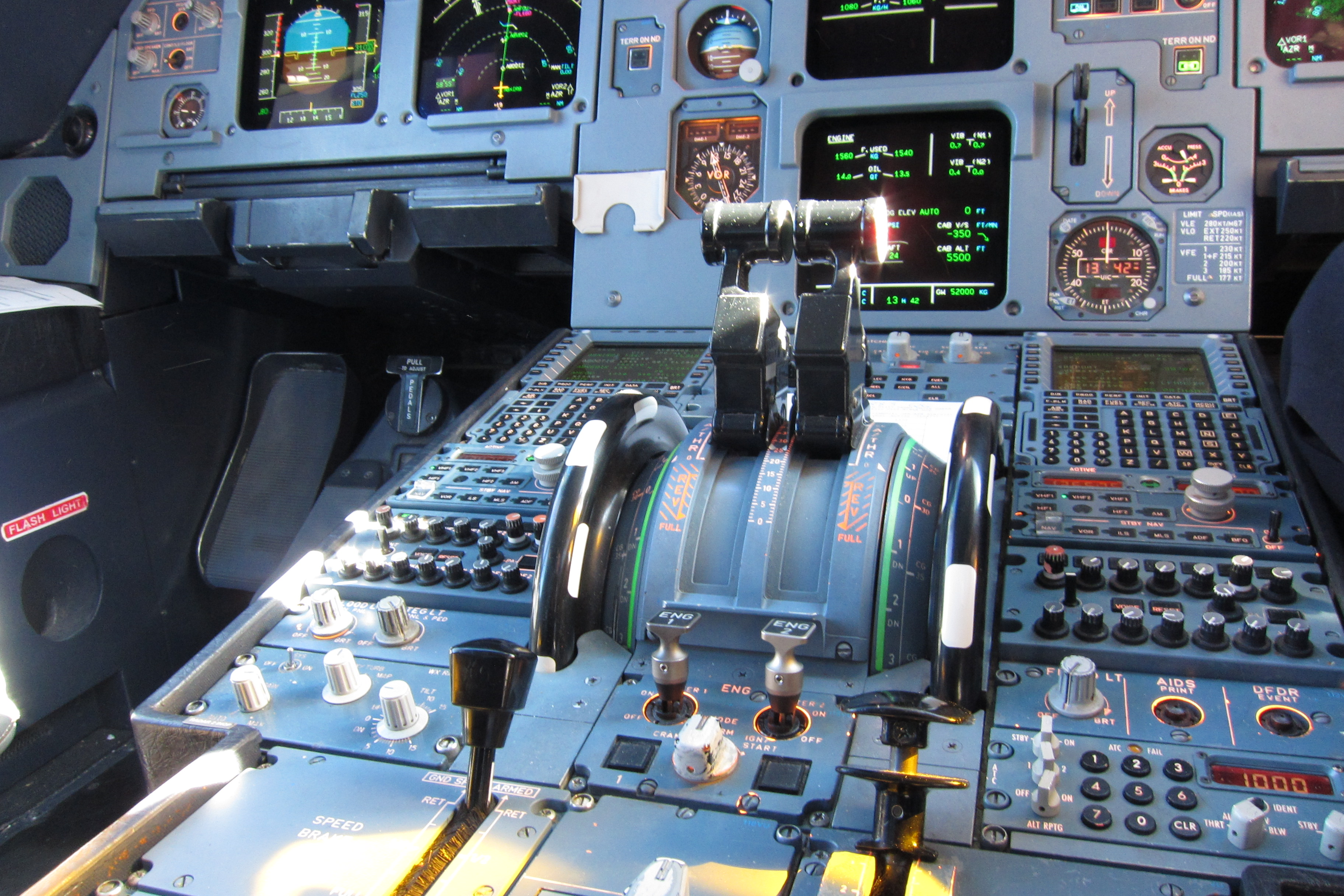
Acelerador Automático de un Airbus A320.

Según filtraciones de información por fuentes cercanas a la KNKT y la revista Tempo, revelaron que el Boeing 737-500 del vuelo 182, tenía un problema frecuente con el acelerador automático desde hacía al menos un mes. Sin embargo, la KNKT afirmó que aún no tenían los datos del registro de mantenimiento. Según una persona familiarizada con la investigación afirmó:

"El acelerador automático estaba produciendo más empuje en uno de los dos motores a reacción durante el vuelo. Si los pilotos no ajustaban la potencia manualmente, un avión podría inclinarse hacia un lado o incluso hacer un descenso en picada hacia el terreno".

El 22 de enero se reveló que se había informado de un mal funcionamiento del sistema de acelerador automático varios días antes del accidente; sin embargo, el 737 puede volar sin el sistema, ya que los pilotos pueden ajustar los aceleradores manualmente.
La investigación se centró en el sistema de aceleración automática defectuoso, ya que varios parámetros de la Grabadora de Datos de Vuelo (FDR) indicaban que se había producido una anomalía en el sistema. Posteriormente, la KNKT declaró que el comité había enviado 13 componentes de la aeronave, incluido el sistema de aceleración automática, a un laboratorio en Estados Unidos y el Reino Unido para un examen más detallado.
El Manuel de Registro de Mantenimiento del 737 reveló que habían sucedido varios problemas con en el indicador de Mach/Airspeed y en el sistema de aceleración automática del avión. El indicador de Mach/Airspeed fue finalmente reemplazado el 4 de enero, mientras que el sistema de aceleración automática fue reparado el 5 de enero. Sin embargo, los datos del FDR confirmaron que el acelerador automático había fallado nuevamente el 9 de enero, el día del accidente. Mientras el avión ascendía a 10.000 pies, la palanca de empuje del motor izquierdo continuó disminuyendo mientras que la palanca de empuje del motor derecho permaneció en su lugar. Cuando el 737 alcanzó los 10.000 pies, la aeronave se volteó y comenzó a caer. El piloto automático se desactivó y el avión giró hacia la izquierda con un ángulo de banqueo de más de 45 grados. Unos segundos más tarde, el acelerador automático se desactivó.
Una revisión adicional del manual de mantenimiento confirmó que los pilotos de Sriwijaya Air habían informado varias veces sobre el problema del sistema de aceleración automática. Los problemas se habían notificado hasta 65 veces, y el primer informe se realizó el 7 de noviembre de 2013, casi ocho años antes del accidente. Los problemas relacionados con el acelerador automático iban desde la incongruencia del acelerador automático para activarse y desactivarse durante el vuelo, la incapacidad del acelerador automático para mantener la posición "Conectado" durante el vuelo y el mal funcionamiento sistémico del acelerador automático en general. De las 65 quejas, aproximadamente 32 estaban relacionadas con la desactivación involuntaria del acelerador automático en pleno vuelo. Los pilotos también presentaron hasta 69 informes sobre problemas con el piloto automático, además de los problemas con el acelerador automático. También hubo 61 quejas relacionadas con diferencias o incongruencias en la lectura de los parámetros del motor, todas las cuales ocurrieron durante el funcionamiento de la aeronave con Sriwijaya Air.: 10–12 
Los ingenieros de mantenimiento habían intentado solucionar los problemas varias veces. Varios ingenieros decidieron solucionar los problemas del sistema de acuerdo con el manual escrito, mientras que la mayoría de ellos intentó solucionar los problemas simplemente limpiando el conector eléctrico de los componentes del acelerador automático. Una vez completada la limpieza, los ingenieros realizaron pruebas con el Equipo de Prueba Integrado (BITE). En todos los casos, la prueba BITE mostró que no había ninguna falla. Sin embargo, como el problema seguía apareciendo a pesar de los múltiples intentos de limpieza, quedó claro que los problemas no se debían a conectores de cables sucios.: 127–129 
Aunque hubo una extensa lista de problemas con los sistemas de aceleración automática, durante el vuelo accidentado del 9 de enero, el problema que ocurrió a bordo fue una diferencia e incongruencia en las lecturas de los parámetros del motor que mostraban posiciones claramente diferentes de la palanca de empuje, ya que la palanca izquierda seguía moviéndose hacia atrás mientras que la palanca derecha permanecía en su posición. Normalmente, ambas palancas se mueven simultáneamente para evitar que se produzca una asimetría de empuje. La palanca derecha congelada en su misma posición fue particularmente notada por los investigadores, ya que hubo múltiples informes del mismo problema en vuelos anteriores. Estos incluían informes de dificultades para mover la palanca derecha y también la falta de respuesta de esa palanca por los pilotos.: 116–118 
Como la palanca derecha en el vuelo accidentado no se movió hacia atrás simultáneamente con la palanca izquierda, se sospechó que la fuente estaba relacionada con fuerzas de fricción en el cable de control de empuje. Se sospechó que la conexión entre el servomotor y las palancas de empuje era la fuente de este problema, lo que indicaba una posible conexión débil o lenta entre ambos componentes. Las altas fuerzas de fricción finalmente activaron el interruptor de par del acelerador automático, una función que permite a los pilotos anular el comando del acelerador automático. Como el interruptor de par se abrió accidentalmente, el acelerador automático no pudo proporcionar control a la palanca y la palanca finalmente dejó de moverse. Como solo la palanca derecha tenía alta fricción y una conexión débil, la palanca izquierda continuó moviéndose hacia atrás, ya que el acelerador automático no fue anulado.: 116–118 
Aunque no se pudo recuperar la conexión entre el servomotor y la palanca de empuje debido a la gravedad del impacto, se consideró que esta teoría era la causa más plausible del problema con la palanca derecha, ya que la evidencia de otras pruebas no respaldaba otras hipótesis para el mal funcionamiento de las mismas.: 133 

### Asimetría de empuje
En la mayoría de las aeronaves de pasajeros, una asimetría de empuje sería detectada por el sistema de seguridad en la aeronáutica de la aeronave, que habría desactivado inmediatamente el acelerador automático, pero el sistema del vuelo 182 no funcionó correctamente.
Los informes de múltiples accidentes de asimetría de empuje relacionados con la activación del acelerador automático llevaron a la Administración Federal de Aviación (FAA) a emitir una directiva de aeronavegalidad obligatoria con respecto a la instalación de un dispositivo de seguridad, el Monitor de División de Empuje en Crucero (CTSM), en 2000. El sistema del CTSM tenía la función de desactivar el acelerador automático en tal caso si estuviera activado en pleno vuelo. Sin embargo, activar el sistema era un poco complicado. El sistema requería un conjunto de criterios antes de poder activarse. Estos eran la posición de las palancas donde las computadoras de la aviónica deberían detectar una diferencia significativa entre ambas palancas de potencia, un acelerador automático activado que no estuviera en el modo de aproximación fallida y, por último, la posición de los espóileres de vuelo, que deben estar desplegados más de 2,5 grados durante al menos 1,5 segundos. La razón por la que el sistema midió el ángulo del espóiler de vuelo fue que desplegar los espóileres indicaría que la asimetría no era deseada y que la naturaleza de la emergencia era real.: 21–22, 118 
Según los datos disponibles, las condiciones a bordo del vuelo del 9 de enero habían cumplido efectivamente todos los requisitos para la activación del sistema CTSM, pero el acelerador automático no se desactivó hasta más tarde en el vuelo. La grabación del Grabadora de Datos de Vuelo (FDR) mostró que el sistema CTSM se activó mientras el 737 se dirigía en picada hacia el mar, en lugar de antes durante el ascenso, cuando la asimetría había aparecido por primera vez. Cuando el CTSM se activó, los pilotos ya habían perdido todo el control del 737.: 118–121 
Tras una revisión de los Registradores de Acceso Rápido (QAR, por sus siglas en inglés) del 737, un sistema establecido por Sriwijaya Air para descargar periódicamente el contenido de los registradores de vuelo con fines de seguimiento y funcionabilidad, se descubrió que la anomalía había ocurrido anteriormente en otros vuelos antes del accidente. Un vuelo se destacó especialmente por sus sorprendentes similitudes. El 15 de marzo de 2020, se sufrió la misma situación que el del 9 de enero de 2021. La palanca izquierda logró moverse hacia atrás, mientras que la palanca derecha permaneció en su lugar, creando una asimetría de empuje que hizo que el 737 fuera inclinado hacia la izquierda. Luchando por mantener el rumbo, el piloto automático giró el la palanca de mando (yugo) hacia la derecha y puso el avión en el ángulo de banqueo máximo permitido que podía ordenar el piloto automático. Los pilotos inicialmente no se dieron cuenta de la anomalía y el piloto automático siguió luchando contra el giro no deseado hasta que se vio superado por el empuje asimétrico. Sin embargo, en el incidente del 15 de marzo, ambos pilotos se dieron cuenta de la situación y recuperaron con éxito el avión. A pesar de la gravedad del incidente, ninguno de los pilotos informó del incidente a Sriwijaya Air. La investigación reveló que el comandante de la aeronave durante el incidente del 15 de marzo era el capitán Afwan, el mismo piloto del vuelo del 9 de enero, pero no tenía el cargo de capitán en ese vuelo.: 100–102 
La investigación finalmente determinó que la causa más probable de la activación tardía del CTSM se debió a la baja intensidad de señal que había sido emitida por el sensor de posición del alerón, específicamente en el lado derecho. Esto se evidenció por el momento de la desconexión del acelerador automático, que ocurrió inmediatamente después de que el Capitán Afwan ordenara un ángulo de banqueo de más de 19 grados, el giro máximo permitido para el piloto automático. Antes de la desconexión, el piloto automático giro 19 grados a la derecha. A pesar de que esa condición había cumplido todos los criterios requeridos para la activación del sistema CTSM, el acelerador automático todavía estaba activado ya que la señal que el CTSM había estado recibiendo era inferior a 2,5 grados de desviación del alerón, lo que provocó que no se activara. Después de que el Capitán Afwan agregó un segundo comando al piloto automático para girar, que era mayor del límite de inclinación del piloto automático, la señal emitió un valor de desviación del alerón de más de 2,5, lo que provocó que el sistema CTSM se activara y desactivara el acelerador automático. Esto quedó demostrado por el hecho de que exactamente lo mismo había sucedido durante el incidente del 15 de marzo. En ese vuelo, el piloto también realizó un movimiento de inclinación mayor que el ángulo de banqueo máximo permitido que el piloto automático podía controlar, lo que provocó que el sistema CTSM se activara y desconectara el acelerador automático..: 121 
Sin embargo, los investigadores no pudieron determinar con exactitud la causa de la falla, ya que no pudieron recuperar los componentes esenciales del sistema. Sospecharon que el sensor del alerón del 737 podría haber funcionado mal, que el varillaje del alerón estaba dañado o que el sensor estaba colocado incorrectamente. Sriwijaya Air declaró que nunca habían colocado mal el sensor del alerón de vuelo, ya que no había necesidad de inspeccionarlo y que nunca habían tenido la necesidad de hacerlo.: 121 

### Error del piloto
Aunque el 737 tenía problemas con el sistema de aceleración automática, esto no fue lo suficientemente grave como para causar el accidente, ya que los pilotos en su entrenamiento se les enseñó controlar este tipo de situaciones. La asimetría de empuje que se produjo a bordo fue un fallo sutil pero progresivo que los pilotos debieron notar, ya que había suficiente tiempo para que los pilotos estuvieran al tanto de la evolución de la situación. El 737 tampoco debería haber entrado en una condición de ángulo de banqueo excesivo. Aparte del sistema de aceleración automática y los sistemas relacionados con la automatización del 737, el Manual de Registro de Mantenimiento indicó que no había defectos o fallas conocidas en los otros componentes vitales, como el indicador de actitud.: 122–124 
Durante el vuelo, el 737 comenzó a desviarse de su curso inclinándose hacia la izquierda en lugar de ir hacia la derecha. Mientras ascendía más allá de los 10.450 pies, la posición del ala cambió de girar a la derecha a posición ala nivelada. Después de pasar por la posición de ala nivelada, el ala izquierda comenzó a inclinarse aún más. Durante un período de 6 segundos, el ángulo de banqueo aumentó a 7 grados hacia la izquierda. Normalmente, los pilotos hubieran notado de inmediato, pero los pilotos no reaccionaron hasta que la advertencia de ángulo de banqueo comenzó a sonar varios segundos después, indicando que el ángulo de inclinación había excedido el límite seguro. Los pilotos tuvieron tiempo suficiente para reconocer esta condición. Si los pilotos hubieran monitoreado activamente el indicador de actitud y hubieran mantenido la conciencia de la situación, habrían corregido inmediatamente el ángulo de banqueo.: 122–124 
La KNKT identificó varios factores que podrían haber influido en la disminución de la conciencia situacional de los pilotos durante el vuelo. Entre los primeros estaba el hecho de que el 737 volaba hacia las nubes de tormenta, según la comunicación entre el controlador de tráfico aéreo y los pilotos, así como los datos meteorológicos de la zona del accidente. Los pilotos habían informado al controlador de tráfico aéreo sobre su intención de cambiar de rumbo debido a la presencia de un sistema de baja presión en su ruta. La oficina meteorológica de Indonesia (BMKG), afirmó que la visibilidad en ese momento era de unos 6-10 km y que estaba nublado. Es probable que estuvieran volando entre las nubes en nubes, lo que requirió que los pilotos debieron de confíar en sus instrumentos, algo que al parecer no hicieron.: 122–124 
A pesar de la falta de señales visuales externas, el indicador de actitud a bordo funcionaba correctamente y todavía podía usarse como referencia para los pilotos. La investigación sospechó que los pilotos podrían haberse vuelto demasiado dependientes del sistema del piloto automático. Después de presionar el botón del piloto automático, este giró la palanca de control (yugo) hacia la derecha, encaminándose al curso correcto del vuelo. Al ver que la palanca de control giraba hacia la derecha, los pilotos asumieron que la aeronave también se inclinaba hacia la derecha. Los pilotos pensaron que el piloto automático estaba funcionando como estaba previsto y, por lo tanto, decidieron centrar su atención en otros procedimientos durante el ascenso, como la comunicación y la altitud. Se ignoró la importancia de monitorear su ruta y actitud del 737, ya que pensaron que el piloto automático y el acelerador automático estaban funcionando. El fenómeno se describió como sesgo de confirmación. Mientras tanto, a medida que avanzaba la asimetría de empuje, el piloto automático no pudo girar más la palanca de control y finalmente se desactivo al superar el límite permitido de inclinación.: 122–124 
Al no controlar la actitud del 737, éste giró hacia la izquierda sin que nadie se diera cuenta hasta que el sistema de advertencia de ángulo de banqueo del GPWS comenzó a sonar en la cabina para alertar sobre el peligroso ángulo de inclinación. Para nivelar el avión, el capitán Afwan debió haber girado la palanca de control hacia la derecha. En cambio, giró la palanca de control aún más hacia la izquierda. Aparentemente, como el piloto automático había estado girando al 737 hacia la derecha, el capitán Afwan pensó que el avión se inclinaba peligrosamente hacia la derecha e instintivamente giró el avión hacia la izquierda. Su acción finalmente provocó que el avión entrara en una condición de pérdida de banqueo con un ángulo de inclinación de más de 90 grados haciendo que el 737 se volteara. El capitán Afwan finalmente empeoró la situación al levantar la nariz del avión a pesar de que las alas no estaban niveladas, lo que provocó que el avión se hundiera hacia el océano a una velocidad de descenso de al menos 45.000 pies por minuto. Con poco tiempo para recuperarse, los pilotos no lograron evitar que el 737 chocará en el mar de Java.: 122–124 
El descubrimiento de que el capitán Afwan había fallado en una habilidad básica como el Entrenamiento de Prevención y Recuperación de Trastornos (UPRT) desató la preocupación y provocó una investigación más detallada sobre el programa de entrenamiento que había estado siguiendo durante su carrera. La evaluación señaló que había realizado un entrenamiento de prevención y recuperación de trastornos en mayo de 2019, como parte de un entrenamiento obligatorio implementado por Sriwijaya Air, y el resultado se describió como "satisfactorio". Hubo varias notas sobre la necesidad de mejorar en ciertas áreas, como las llamadas estándar durante el vuelo y otros procedimientos. : 4–5 
La investigación descubrió además que el entrenamiento UPRT que los pilotos habían recibido para el vuelo carecía de detalles, lo que llevó a la KNKT a investigar más a fondo el sistema de entrenamiento de Sriwijaya Air.

### Deficiencia de Sriwiaya Air
Los investigadores de la KNKT descubrieron graves deficiencias en las habilidades personales del capitán Afwan como piloto, la investigación sobre la capacitación y el entrenamiento de los pilotos y la mala gestión del mantenimiento en Sriwijaya Air condujo al descubrimiento de problemas más grandes relacionados con la cultura de seguridad dentro de la aerolínea.
Tras descubrir que el programa de capacitación de la aerolínea no ofrecía la formación adecuada, la KNKT decidió realizar una inspección directa del curso de entrenamiento de los pilotos relacionado con la recuperación en caso de fallas en el centro de formación de Sriwijaya Air. Mientras observaba la sesión informativa previa al simulador de vuelo, se reveló que Sriwijaya Air había modificado algunas de las indicaciones estándar, como la de "reacción de nariz inclinada hacia bajo" por "reacción marrón" y la de "reacción de nariz inclinada hacia arriba" por "reacción azul". También habían modificado algunos de los procedimientos estándar para la recuperación de una avería añadiendo tareas irrelevantes adicionales para el piloto que supervisa (PM) durante la recuperación, incluido el requisito de que los pilotos anuncien una condición de avería e inicien llamadas de socorro antes de ayudar al piloto a los mandos (PF). Estas modificaciones se adoptaron sin consultar previamente con las autoridades de aviación de Indonesia. Durante la sesión, el instructor de formación no hizo hincapié en determinados pasos y no explicó su importancia. El instructor también pasó por alto varios puntos importantes de la formación, como los errores comunes en la recuperación de una avería, las estrategias recomendadas para la avería de la aeronave y no pudo explicar la importancia de la formación sobre la recuperación de una avería al NTSC.: 178–182 
La simulación del entrenamiento de recuperación y descontrol mostró además deficiencias en la calidad del entrenamiento de pilotos de Sriwijaya Air. Debido a la adición de tareas irrelevantes al PM durante el intento de recuperación descontrolada, el PM no pudo ayudar al PF a monitorear información crucial como la velocidad aerodinámica y la altitud de la aeronave. En una de las sesiones de entrenamiento, el aprendiz hizo que la aeronave entrara en una condición de pérdida acelerada, debido a una acción incorrecta durante la recuperación. El instructor finalmente tuvo que intervenir para corregir sus errores.: 181–182 
Al analizar más a fondo el UPRT en la industria de la aviación de Indonesia, la investigación descubrió que también había problemas con la implementación nacional del UPRT. A pesar de que se hizo obligatorio en 2017, los requisitos del UPRT no se explicaron en detalle y la norma nacional no se había utilizado como orientación o como referencia para que las aerolíneas la utilizaran. Los investigadores afirmaron que esto podría haber contribuido a que el programa UPRT de Sriwijaya Air fuera inadecuado e ineficaz.: 126 
Además del entrenamiento deficiente, la KNKT también señaló otras deficiencias en el sistema de gestión de seguridad y mantenimiento de Sriwijaya Air. La revisión del Manual de Registro de Mantenimiento del 737 reveló que el problema del acelerador automático nunca había aparecido hasta que la aeronave fue adquirida por Sriwijaya Air. Cuando apareció, los ingenieros de mantenimiento no lo solucionaron adecuadamente. El uso repetido de pruebas BITE por sí solo era indicativo de una cultura de mantenimiento problemática dentro de la aerolínea. La KNKT afirmó que los ingenieros utilizaron esta práctica porque se pensaba que era fácil, pero al hacerlo no eliminaron la raíz del defecto. Sriwijaya Air ya había puesto en marcha un sistema para asegurarse de que las prácticas de mantenimiento se revisaran y supervisaran periódicamente para evitar defectos recurrentes. Sin embargo, la aeronave en cuestión sufrió exactamente los mismos defectos durante casi 8 años, lo que demuestra que hubo una falta de supervisión de las prácticas de mantenimiento dentro de Sriwijaya Air.: 127–128 
La KNKT también señaló que la reacción de los pilotos tras el incidente del 15 de marzo de 2020, en particular de que no informaron del incidente a Sriwijaya Air. La KNKT consideró que el incidente era grave, pero ambos pilotos no lo informaron ni escribieron las dificultades técnicas durante el vuelo en el Manual de registro de mantenimiento. Este mismo patrón también se descubrió con los demás pilotos durante los otros incidentes con asimetría de empuje. A pesar de la gravedad, ningún piloto había informado de los incidentes a Sriwijaya Air.: 123–127 
Para garantizar que se siguieran correctamente los procedimientos de seguridad vigentes, Sriwijaya Air había establecido el Programa de Análisis de Datos de Vuelo (FDAP), que era responsable de monitorear los eventos que eran críticos para la seguridad del vuelo. Entre los monitoreados estaban los incidentes de ángulo de banqueo excesivo y la asimetría de empuje. El FDAP analizaría los problemas después de recibir informes por parte de los pilotos. Sin embargo, la KNKT afirmó que el sistema de notificación de peligros no se había implementado correctamente ni se había enfatizado a cada empleado de Sriwijaya Air. Las revisiones de los informes que se habían recibido del FDAP revelaron que la mayoría de los informes habían sido realizados por personal de terminal, mientras que los pilotos rara vez informaban sobre dificultades técnicas de la aeronave. Los despachadores de vuelo nunca habían presentado ningún informe al FDAP. : 129 
En los resultados se criticó la ineficiente gestión de seguridad de Sriwijaya Air. Se señaló que el Departamento de Calidad, Seguridad y Protección (QSS) de la aerolínea había fallado en su función. Una evaluación realizada en noviembre de 2019 logró identificar nueve de los diez riesgos que se consideraron "intolerables". La investigación de la KNKT sugirió que, incluso después de dos años, no se había hecho ningún intento de reducir ninguno de los 9 riesgos intolerables a un nivel tolerable.: 139 
La investigación de la KNKT concluyó que hubo una implementación inadecuada y múltiples problemas relacionados con la gestión de la seguridad en Sriwijaya Air, lo que contribuyó al accidente del vuelo 182.: 137 

## Causa
El Comité Nacional de Seguridad en el Transporte (KNKT) publicó su informe final el 10 de noviembre de 2022 y concluyó:

El accidente fue causado por una Asimetría de empuje debido a que el sistema de aceleración automática era defectuoso. Una característica fundamental para la desactivación inmediata del acelerador automático, el Monitor de División del Empuje de Crucero (CTSM), no funcionó correctamente debido a la interferencia de señal de los alerones del 737, lo que provocó que la asimetría del empuje aumentara. El 737 giró a la izquierda en lugar de a la derecha como se estaba previsto y finalmente entró en una condición de pérdida de control. La falta de entrenamiento por parte de los pilotos en la recuperación de la pérdida de control contribuyó a la incapacidad de los pilotos para prevenir y recuperarse de la condición de pérdida de control, esto posible agravado por una pérdida de conciencia situacional y una desorientación espacial.

— Comité Nacional de Seguridad en el Transporte de Indonesia (KNKT)

## Dramatización
Este accidente fue presentado en un episodio de la vigesimocuarta temporada de la serie de televisión canadiense Mayday: catástrofes aéreas, titulado «Lucha de poder».